# Гор-Бей
Гор-Бей — небольшой город (англ. town) в провинции Онтарио, Канада. Является административным центром округа Манитулин. Население — 924 чел. (по переписи 2006 года).

## География
Город расположен на острове Манитулин, что на севере озера Гурон. Географически Гор-Бей, так же, как и весь округ, относится к региону Северо-Восточная Онтарио.

## Климат
| Показатель                                                                                 | Янв. | Фев. | Март | Апр. | Май | Июнь | Июль | Авг. | Сен. | Окт. | Нояб. | Дек. | Год  |
| ------------------------------------------------------------------------------------------ | ---- | ---- | ---- | ---- | --- | ---- | ---- | ---- | ---- | ---- | ----- | ---- | ---- |
| Абсолютный максимум, °C                                                                    | 9    | 10   | 18   | 28   | 29  | 33   | 34   | 34   | 30   | 25   | 18    | 15   | 34   |
| Средний суточный максимум, °C                                                              | −3   | −3   | 2    | 10   | 17  | 23   | 25   | 25   | 20   | 13   | 6     | 0    | 11,3 |
| Средний суточный минимум, °C                                                               | −13  | −14  | −9   | −1   | 5   | 11   | 14   | 13   | 10   | 4    | −2    | −8   | 0,8  |
| Абсолютный минимум, °C                                                                     | −36  | −35  | −32  | −21  | −3  | 2    | 6    | 6    | −3   | −6   | −19   | −31  | −36  |
| Норма осадков, мм                                                                          | 52   | 33   | 51   | 64   | 70  | 87   | 61   | 64   | 77   | 85   | 85    | 58   | 790  |
| Источник: http://www.myweather2.com/City-Town/Canada/Ontario/Gore-Bay/climate-profile.aspx |      |      |      |      |     |      |      |      |      |      |       |      |      |

## Население

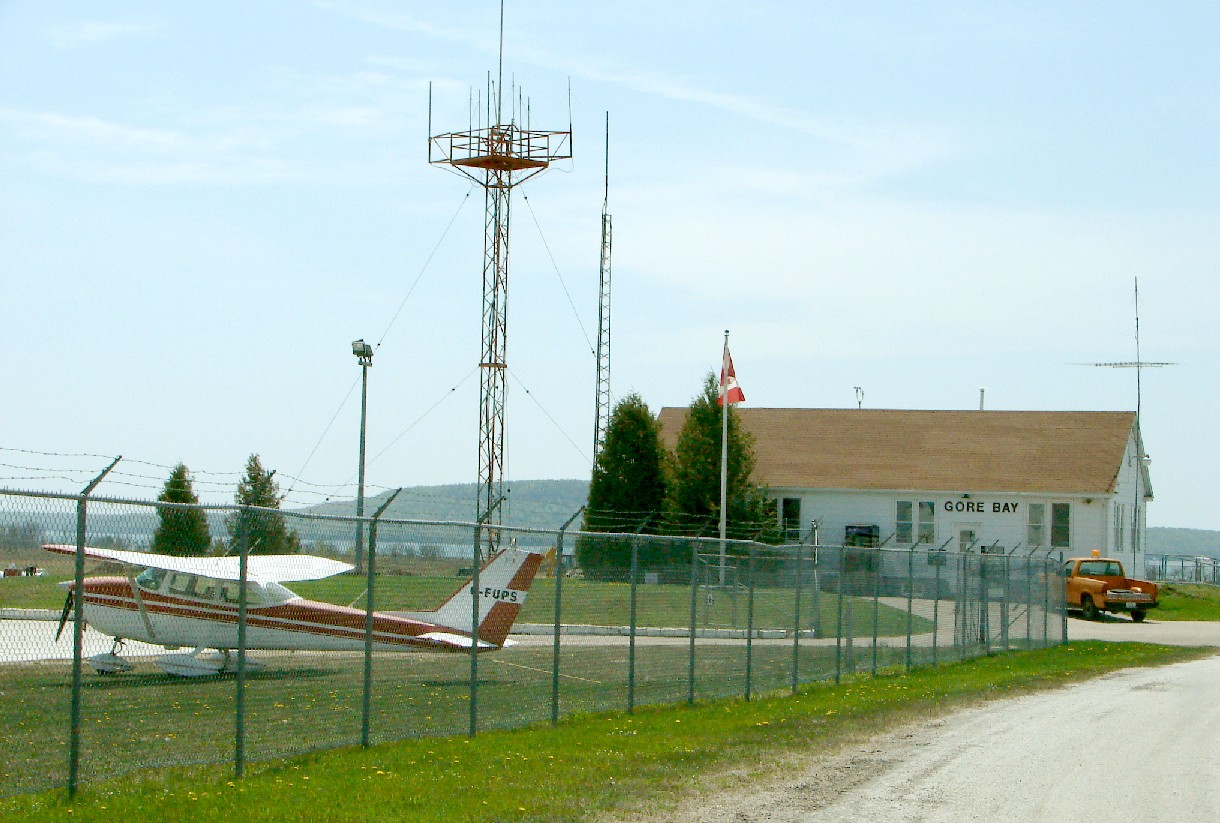
На въезде в аэропорт.

Согласно переписи 2006 года, в городе проживало 924 человека. Для сравнения, в 2001 году (согласно переписи), проживало 898 человек (рост за 5 лет на 2,9%).
Средний возраст населения составляет 50,9 лет (по сравнению с 39,0 в среднем для Онтарио). Для мужчин этот показатель составляет 47,7 лет, для женщин — 52,7 года (38,1 и 39,9 для Онтарио, соответственно). 80,5% составляют жители возрастом от 15 лет и выше.
Всего по переписи 2006 года на территории тауншипа зарегистрировано 265 семей.
Для 850 человек родным языком является английский. Распространённость других языков в тауне невелика.

## Транспорт
У Гор-Бея есть свой аэропорт, расположенный на территории тауншипа Гордон-Барри-Айленд.